# Channel Islands National Marine Sanctuary

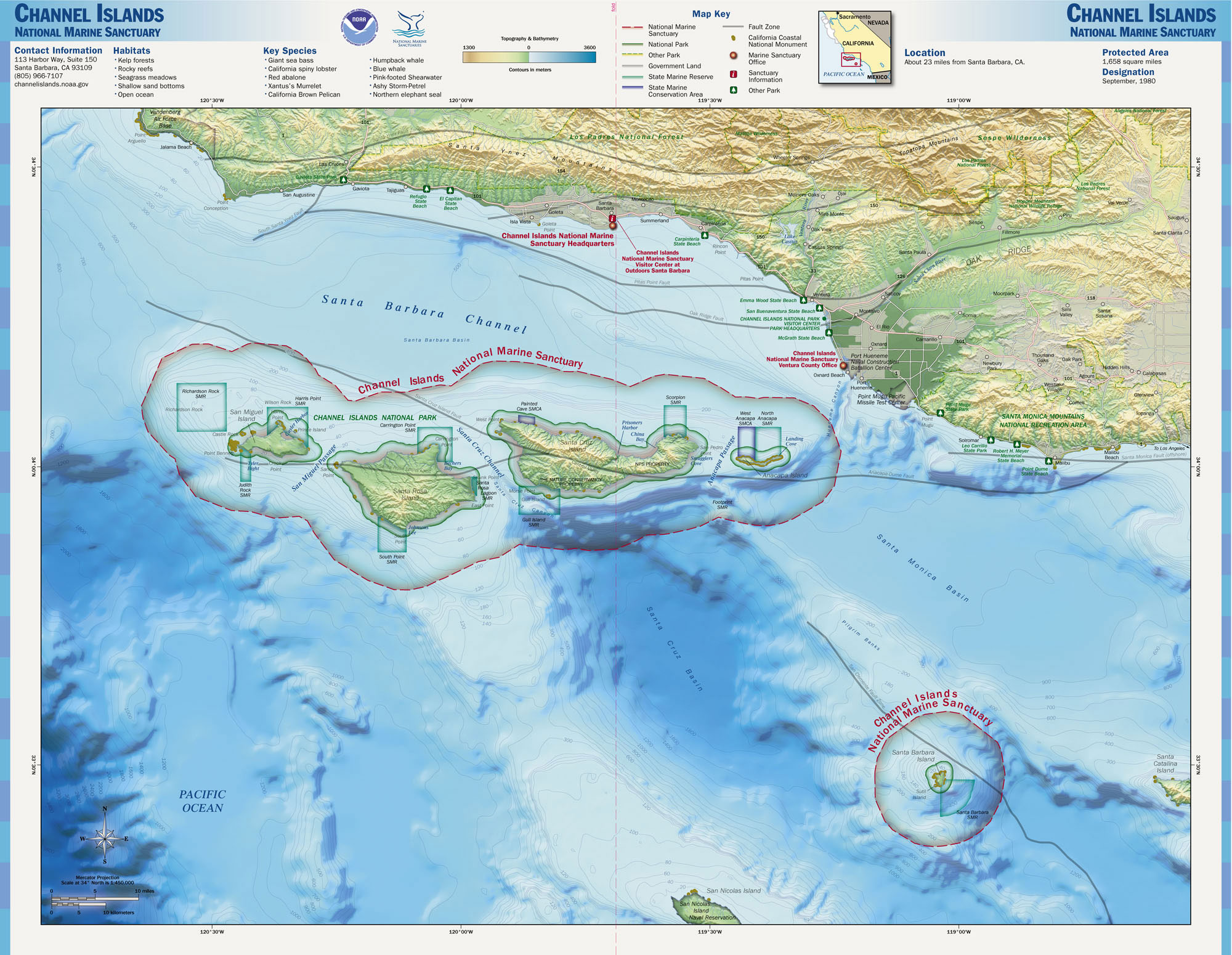
Karte des Channel Islands National Marine Sanctuarys

Das Channel Islands National Marine Sanctuary ist ein Meeresschutzgebiet vor der kalifornischen Pazifikküste der Vereinigten Staaten.
1980 gegründet, grenzt das 3.800 km² große Gebiet an den Santa-Barbara-Kanal und ist wegen seiner außergewöhnlichen Schönheit und seiner außergewöhnlichen Natur- und Kulturschätzen von nationaler Bedeutung. Es umgibt die Inseln Anacapa, Santa Cruz, Santa Rosa, San Miguel und Santa Barbara (fünf der acht Channel Islands) und dehnt sich von der Küstenlinie – bezogen auf die mittlere Hochwasserlinie – sechs nautische Meilen (ungefähr 11 km) rund um jede der fünf Inseln aus. Die Hauptaufgabe des Schutzgebietes ist der Schutz der Natur- und Kulturschätze, die in seinen Grenzen enthalten sind.
Das National-Marine-Sanctuary-Programm wird von der National Oceanic and Atmospheric Administration (NOAA) betrieben.